# بيلي ري سايرس
بيلي ري سايرس (بالإنجليزية: Billy Ray Cyrus)‏ مغني كنتري أمريكي مشهور ترشح لجائزة الجرامي, ولد في 25 أغسطس 1961, وهو والد مايلي سايروس التي اشتهرت بدور هانا مونتانا وقد مثل معها بالمسلسل بدور والدها.

## وصلات خارجية
- الموقع الرسمي
- بيلي ري سايرس على موقع IMDb (الإنجليزية)
- بيلي ري سايرس على موقع الموسوعة البريطانية (الإنجليزية)
- بيلي ري سايرس على موقع روتن توميتوز (الإنجليزية)
- بيلي ري سايرس على موقع ألو سيني (الفرنسية)
- بيلي ري سايرس على موقع ميوزك برينز (الإنجليزية)
- بيلي ري سايرس على موقع رولينغ ستون (الإنجليزية)
- بيلي ري سايرس على موقع أول موفي (الإنجليزية)
- بيلي ري سايرس على موقع قاعدة بيانات برودواي على الإنترنت (الإنجليزية)
- بيلي ري سايرس على موقع قاعدة بيانات الأفلام السويدية (السويدية)
- بيلي ري سايرس على موقع إن إن دي بي (الإنجليزية)